# Almazorre
Almazorre ist ein spanischer Ort im Pyrenäenvorland in der Provinz Huesca der Autonomen Gemeinschaft Aragonien. Der Ort gehört zur Gemeinde Bárcabo. Almazorre hatte im Jahr 2015 22 Einwohner. 

## Geografie
Almazorre, am östlichen Ufer des Vero, besteht aus zwei Barrios, die 300 Meter voneinander entfernt sind. Im oberen Barrio befindet sich die Kirche und das ehemalige Kloster (mit Resten des Abtshauses). Im unteren Barrio stehen die meisten Wohnhäuser, die öffentlichen Gebäude (z. B. die ehemalige Schule) und die Ermita de la Esperanza, die heute als Pfarrkirche genutzt wird.
Der Ort grenzt an den Parque natural de la Sierra y los Cañones de Guara.

## Sehenswürdigkeiten

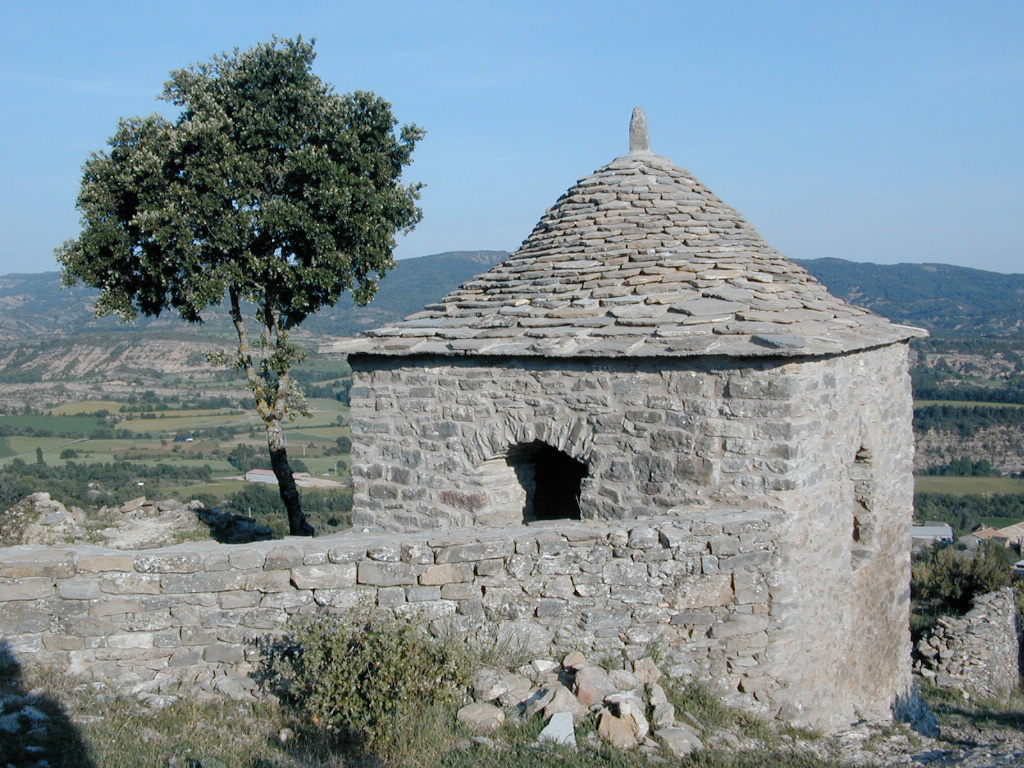
Esconjuradero

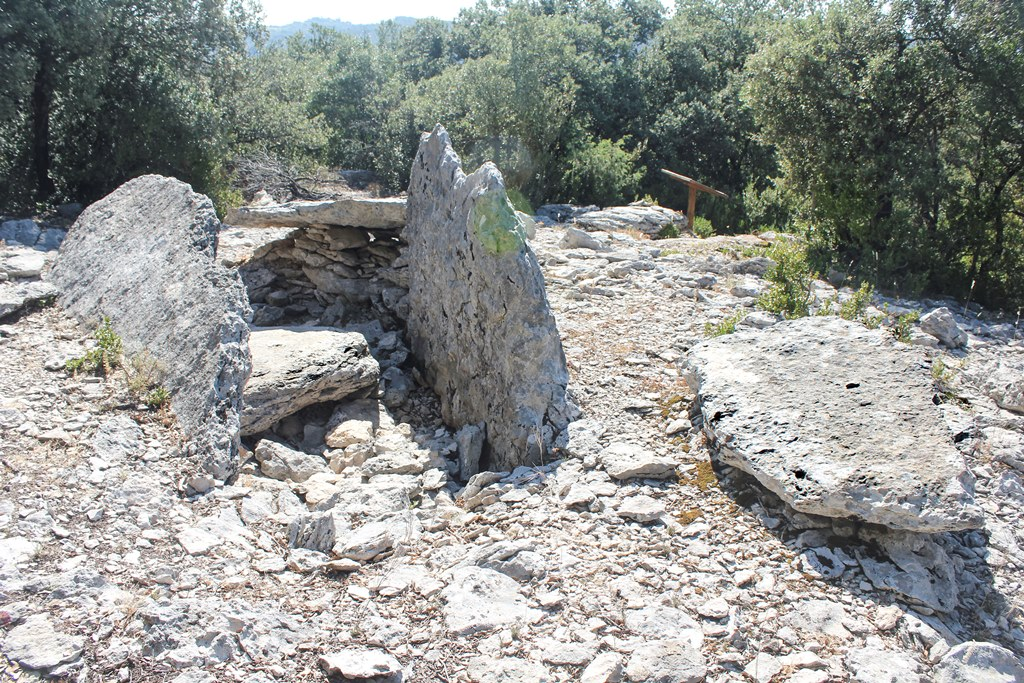
Dolmen de las Balanzas

- Pfarrkirche San Esteban, erbaut im 16. Jahrhundert (Bien de Interés Cultural)
- Kapelle Ermita de la Esperanza, erbaut 1786 (Bien de Interés Cultural)
- Reste des Castillo de Azaba
- Esconjuradero (Bien de Interés Cultural)
- Dolmen de las Balanzas